# Простір (математика)

Огляд типів абстрактних просторів. Стрілка вказує, що «є також різновидом»; наприклад, нормований векторний простір також є метричним простором.

Про́стором у математиці називають множину, елементи якої (часто звані точками) пов'язані відношеннями, подібними до звичайних зв'язків у евклідовому просторі (наприклад, можна визначити відстань між точками, рівність фігур тощо). Просторові структури є середовищем, у якому будують інші форми і конструкції; наприклад, у евклідовій геометрії вивчають властивості плоских або просторових фігур.
Розвиток поняття простору почався в XIX столітті, коли Понселе створив геометрію проєктивного простору, а Бояї та Лобачевський — неевклідову геометрію. В середині XIX століття з'явилося поняття багатовимірного ріманового простору (1854); Ріман також першим почав досліджувати нескінченновимірний простір функцій.
Сучасна математика розглядає різноманітні узагальнені простори н априклад, комплексний проєктивний простір у геометрії, лінійний простір у лінійній алгебрі, простір подій у теорії ймовірностей, фазовий простір фізичної системи. Точками (елементами) цих просторів можуть бути геометричні фігури, функції, стани фізичної системи тощо.

## Приклади
- Афінний простір
- Банахів простір
- Векторний простір
- Гільбертів простір
  - Простір {\displaystyle L_{p}}
- Евклідів простір
- Ймовірнісний простір
- Лінійний простір
- Метричний простір
- Нормований простір
- Простір з мірою
- Простір Мінковського
- Ріманів простір
- Топологічний простір